# Cheilodipterus lachneri
Cheilodipterus lachneri es una especie de pez del género Cheilodipterus, familia Apogonidae. Fue descrita científicamente por Klausewitz en 1959.
Se distribuye por el Océano Índico Occidental: conocido solo en el mar Rojo, poca presencia en el sur del golfo de Áqaba. La longitud estándar (SL) es de 12 centímetros. Habita en arrecifes.
Está clasificada como una especie marina inofensiva para el ser humano.